# Cristiano Felicio
Cristiano Silva Felício (Pouso Alegre, Minas Gerais, 7 de julio de 1992) es un baloncestista brasileño que pertenece a la plantilla del Fundación Club Baloncesto Granada de la Liga ACB. Con 2,11 metros de estatura, juega en la posición de pívot.

## Trayectoria deportiva

### Profesional

#### Brasil
Jugó entre 2009 y 2012 como profesional en el Minas Tênis Clube de la liga brasileña, para desplazarse ese año a Sacramento (California) para enrolarse en la CCSE Prep Academy con la intención de acceder a la Universidad de Oregón de la División I de la NCAA, pero finalmente fue descartado.
Regresó a su país para jugar en el Flamengo, donde disputó dos temporadas, en las que promedió 5,1 puntos y 3,6 rebotes en la primera y 5,5 y 4,9 en la segunda. En 2014 ganó la Liga de las Américas y la Copa Intercontinental FIBA.

#### NBA
En 2015 se unió a los Chicago Bulls para disputar la NBA Summer League, fichando por el equipo en el mes de julio.
Fue relegado al equipo filial, los Windy City Bulls, en un par de ocasiones.
En verano de 2017, renueva por cuatro temporadas con los Bulls. En su tercera temporada, el 19 de marzo de 2018, ante New York Knicks, consigue su máxima anotación en la NBA con 17 puntos.

#### Europa
Tras 6 temporadas en Chicago, el 9 de agosto de 2021, firma por el Ratiopharm Ulm de la Basketball Bundesliga.
El 26 de agosto de 2022, firma por el Fundación Club Baloncesto Granada de la Liga ACB.

### Selección nacional
Con la selección absoluta de Brasil disputó el Sudamericano de 2012, el FIBA Américas de 2013, el Sudamericano de 2014 donde ganó el bronce, y los Juegos Olímpicos de Río de Janeiro 2016.
En septiembre de 2022 disputó con el combinado absoluto brasileño el FIBA AmeriCup de 2022, ganando la plata al perder ante el combinado argentino en la final.
Durante agosto y septiembre de 2023 fue integrante de la selección de Brasil que participó en el Mundial de 2023 celebrado en Asia, y que finalizó en decimotercer lugar.
Entre julio y agosto de 2024 fue parte de la selección absoluta de Brasil, que disputó los Juegos Olímpicos de París, finalizando en séptima posición.

## Estadísticas de su carrera en la NBA

### Temporada regular
| Año     | Equipo  | PJ  | PT | MPP  | %TC  | %3P  | %TL  | RPP | APP | ROB | TPP | PPP |
| ------- | ------- | --- | -- | ---- | ---- | ---- | ---- | --- | --- | --- | --- | --- |
| 2015-16 | Chicago | 31  | 4  | 10.4 | .556 | .000 | .714 | 3.3 | .8  | .2  | .4  | 3.4 |
| 2016-17 | Chicago | 66  | 0  | 15.8 | .579 | –    | .645 | 4.7 | .6  | .4  | .3  | 4.8 |
| 2017-18 | Chicago | 55  | 16 | 17.8 | .591 | .000 | .667 | 4.2 | 1.0 | .3  | .2  | 5.6 |
| 2018-19 | Chicago | 60  | 0  | 12.4 | .531 | .000 | .685 | 3.6 | .6  | .2  | .1  | 4.0 |
| 2019-20 | Chicago | 22  | 0  | 17.5 | .630 | .000 | .783 | 4.6 | .7  | .5  | .1  | 3.9 |
| 2020-21 | Chicago | 18  | 0  | 4.7  | .538 | .000 | .563 | 1.4 | .5  | .2  | .0  | 1.3 |
| Total   | Total   | 252 | 20 | 14.1 | .572 | .000 | .673 | 3.9 | .7  | .3  | .2  | 4.3 |

### Playoffs
| Año   | Equipo  | PJ | PT | MPP  | %TC  | %3P  | %TL  | RPP | APP | ROB | TPP | PPP |
| ----- | ------- | -- | -- | ---- | ---- | ---- | ---- | --- | --- | --- | --- | --- |
| 2017  | Chicago | 6  | 0  | 13.7 | .600 | .000 | .500 | 4.3 | .3  | .5  | .3  | 3.2 |
| Total | Total   | 6  | 0  | 13.7 | .600 | .000 | .500 | 4.3 | .3  | .5  | .3  | 3.2 |